# Diocesi di Summula
La diocesi di Summula (in latino: Dioecesis Summulensis) è una sede soppressa e sede titolare della Chiesa cattolica.

## Storia
Summula, nell'odierna Algeria, è un'antica sede episcopale della provincia romana della Mauritania Cesariense.
Unico vescovo conosciuto di questa diocesi africana è Quodvultdeus, il cui nome appare al 104º posto nella lista dei vescovi della Mauritania Cesariense convocati a Cartagine dal re vandalo Unerico nel 484; Quodvultdeus era già deceduto all'epoca della redazione di questa lista.
Dal 1933 Summula è annoverata tra le sedi vescovili titolari della Chiesa cattolica; dal 16 dicembre 2020 il vescovo titolare è Carlos Silva, O.F.M.Cap., vescovo ausiliare di San Paolo.

## Cronotassi

### Vescovi residenti
- Quodvultdeus † (prima del 484)

### Vescovi titolari
- Francesco Sanmartino † (7 aprile 1966 - 21 marzo 1983 deceduto)
- Claude Henri Edouard Frikart, C.I.M. † (21 giugno 1986 - 18 dicembre 2014 deceduto)
- Esmeraldo Barreto de Farias, Ist. del Prado (18 marzo 2015 - 18 novembre 2020 nominato vescovo di Araçuaí)
- Carlos Silva, O.F.M.Cap., dal 16 dicembre 2020